# أبريل سميث (كاتبة)
أبريل سميث (بالإنجليزية: April Smith)‏ (1949، ذا برونكس في الولايات المتحدة)؛ كاتِبة، سيناريست وروائية أمريكية.

## روابط خارجية
- أبريل سميث على موقع IMDb (الإنجليزية)
- أبريل سميث على موقع ألو سيني (الفرنسية)
- أبريل سميث على موقع أول موفي (الإنجليزية)
- أبريل سميث على موقع قاعدة بيانات الأفلام السويدية (السويدية)
- أبريل سميث على موقع قاعدة بيانات الفيلم (الإنجليزية)
- أبريل سميث على موقع كينوبويسك (الروسية)